# Iso Kellosaari
Iso Kellosaari är en ö i Finland. Den ligger i sjön Puula och i kommunen Kangasniemi i den ekonomiska regionen  S:t Michel och landskapet Södra Savolax, i den södra delen av landet, 210 km norr om huvudstaden Helsingfors. Öns area är 16,7 hektar och dess största längd är 0,7 kilometer i nord-sydlig riktning.